# Schliffkopf
De Schliffkopf is een berg in het Nationaal Park Schwarzwald in de Duitse deelstaat Baden-Württemberg. De berg heeft een hoogte van 1.054 meter.